# Carien Niessen
Carien Niessen (* 27. Juli 1966 in Enschede) ist eine niederländische Zellbiologin. Sie ist Professorin an der medizinischen Fakultät der Universität zu Köln und wissenschaftliche Koordinatorin des Exzellenzclusters CECAD, an dem Alterungsprozesse und altersassoziierte Erkrankungen erforscht werden. Ihre Arbeitsschwerpunkte sind Zelladhäsion, epitheliale Polarität und die Hautbarriere, wobei sie erforscht, wie epitheliale Zellen die Hautbarriere aufbauen und aufrechterhalten.

## Werdegang
Von 1984 bis 1991 absolvierte Niessen ein Studium der Biologie an der Universität Utrecht. Es folgten 1991 bis 1996 PhD-Studien an der Oncology Graduate School Amsterdam und beim Niederländischen Krebs-Institut, an dem sie Postdoctoral Fellow war. 
1997 bis 1998 bekam sie ein Stipendium der Dänischen Krebs-Gesellschaft. Von 1999 bis 2001 erhielt sie ein Stipendium von der Charles A. Dana Foundation und war von 1997 bis 2001 Postdoctoral Fellow am Memorial Sloan-Kettering Cancer Centre, New York, USA. 1996 wechselte sie an das Niederländische Krebs-Institut in Amsterdam.
2001 bis 2008 arbeitete sie als Nachwuchsgruppenleiterin am Zentrum für Molekulare Medizin der Universität zu Köln. 2008 wurde sie zur Professorin (W2) für Mokulare Dermatoonkologie an der Klinik und Poliklinik für Dermatologie und Venerologie der Universität zu Köln berufen. Seit ist sie 2019 Professorin für Zellbiologie am Haut und Exzellenzcluster CECAD der Universität zu Köln.

## Auszeichnungen und Ehrungen
- 2019: Aufnahme als Mitglied der Sektion Innere Medizin und Dermatologie in die Nationale Akademie der Wissenschaften Leopoldina